# Išhtup-Išar
Išhtup-Išar (fl. XXV secolo a.C.) è stato il quinto re della seconda dinastia della città di Mari, importante snodo commerciale fra la Mesopotamia e l'Asia minore.
Išhtup-Išar (Ištup-Išar) era un re (Lugal) del secondo regno mariota che regnò c. 2400 a.C.. Il nome del re veniva tradizionalmente letto come Išhtup-šar, con šar che era un elemento divino comune nei nomi personali attestati nella regione. Successivamente, però, il nome del re venne letto come Ishtup-Ishar da Alfonso Archi; Ishar è un'importante divinità della giustizia venerata in Mari ed Ebla].
In una lettera scritta da un successivo re mariota Enna-Dagan, Išhtup-Išar è descritto come conquistatore e distruttore delle città eblaite di Lalanium ed Emar.